# 广东省科学院
23°08′30″N 113°17′39″E / 23.14157°N 113.29427°E
广东省科学院，成立于2015年6月28日，前身为中国科学院广州分院（中国科学院广州分院和广东省科学院机关合署办公，实行“一个机构两块牌子”的管理模式。），2015年以后两院分离，遂为目前的建制。

## 历史
1956年4月19日，成立中国科学院广州分院筹备委员会。1958年12月29日，正式成立中国科学院广州分院。
1961年1月25日，广州分院与武汉分院合并成立中国科学院中南分院。1969年12月30日，撤销中国科学院中南分院。 
1978年5月23日，恢复中国科学院广州分院。1978年1月5日，成立广东省科学院。
2015年6月28日，广东省将省科学院、省工业技术研究院、省测试分析研究所、省石油化工研究院等研究院所整合组建为新的广东省科学院。从此两院分离，各自独立运营。

## 主要职责
广东省科学院的主要职责是：
1. 贯彻执行国家和省的科技方针、政策，聚焦产业发展的应用技术研究，兼顾重大技术应用的基础研究。
2. 组织开展满足广东经济发展实际需要的产业技术研究，以及相关领域基础性、前瞻性、公益性科研工作。
3. 制定省科学院发展战略方向，统筹协调骨干院所的发展规划和学科建设。
4. 监督管理骨干院所的国有资产和财政经费，开展骨干院所运行绩效考核，从事成果转化、应用开发和基础研究的科技人员绩效考评。
5. 组织国家和省重大科技计划项目攻关，开展科技成果转化、推广和产业化等工作，组织国家和省重点实验室、工程实验室、工程技术研究中心、公共实验室等科技创新、科技服务和基础条件平台建设。
6. 承担指导院属骨干科研机构的科技孵化园区规划、基本建设、科技支撑条件等有关工作。
7. 承担研究生教育、科技人员的继续教育，建设高级科技人才培养基地。
8. 组织院与政府、高校、企业开展各类科技经济合作和国际科技合作。
9. 承办省委、省政府和有关部门交办的其他工作。

## 下属单位
- 广东省科学院广州地理研究所
- 广东省科学院动物研究所
- 广东省科学院生态环境与土壤研究所
- 广东省科技图书馆（广东省科学院信息研究所）
- 广东省科学院幼儿园
- 广东省科学院微生物研究所（广东省微生物分析检测中心）
- 广东省科学院智能制造研究所
- 广东省科学院测试分析研究所（中国广州分析测试中心）
- 广东省科学院化工研究所
- 广东省科学院生物与医学工程研究所
- 广东省科学院电子电器研究所
- 广东省科学院资源利用与稀土开发研究所
- 广东省科学院新材料研究所
- 广东省科学院半导体研究所
- 广东省科学院中乌焊接研究所
- 广东省科学院工业分析检测中心
- 广东省科学院产业技术育成中心
- 广东省科学院南繁种业研究所